# 22294 Simmons
A 22294 Simmons (ideiglenes jelöléssel 1989 SC8) a Naprendszer kisbolygóövében található aszteroida. Carolyn Shoemaker és Eugene Merle Shoemaker fedezte fel 1989. szeptember 28-án.